# Acrocercops spodophylla
Acrocercops spodophylla là một loài bướm đêm thuộc họ Gracillariidae. Nó được tìm thấy ở Queensland.